# 세컨드 라운드
세컨드 라운드(2nd Round)는 Vasco를 중심으로 결성된 대한민국의 힙합 크루이다. 2004년 경 Vasco가 1집을 발표할 즈음에 결성되었으며, 초기 멤버로는 Brown Hood와 Duckdap, 그리고 비트박스 그룹인 Broken Lips가 속해있었다. 시간이 흐르면서 Brown Hood가 나가고, Broken Lips도 군입대로 인해 활동이 중단되면서 유일하게 남은 멤버인 Joe Brown이 주축 멤버가 되었다. 이들은 Jiggy Fellaz의 일부로도 활동하였다. 차츰 Jiggy Fellaz의 활동이 활발해지면서 2nd Round의 독립적인 활동은 크게 줄었고, 어느 시점부턴가는 소속 아티스트들에 의해 언급이 안 되는 걸로 보아 해체된 것으로 추측된다.
조PD의 믹스테입에 2nd Round라는 단체곡이 있으며, 이는 이후 Vasco의 두 번째 앨범에 실렸다.

## 멤버
현 멤버
- Vasco
- Joe Brown
- Duckdap
- Triple Z
- Woo-Side

과거 멤버
- Brown Hood - Zito, D Theo, DJ Zin
- 김용남 (Broken Lips 멤버)
- 노승민 (Broken Lips 멤버)

## 앨범
- 2004년 7월 13일 Vasco - The Genesis
- 2005년 2월 1일 Brown Hood - Brown City
- 2005년 4월 14일 Joe Brown - The Ghetto Club
- 2007년 9월 11일 Vasco - 덤벼라 세상아
- 2007년 12월 15일 Vasco & Joe Brown - Unfuckable Mixtape
- 2008년 2월 15일 Joe Brown - Breaking My Heart